# Франчайзинг в Казахстане
С 2007 по 2011 годы франчайзинговый оборот увеличился почти на 100 % и на данный момент[какой?] составляет около одного миллиарда долларов. Можно с уверенностью сказать, что Казахстан является лидером сектора франчайзинга в Центральной Азии. Существует специальный закон о франчайзинге от 2002 года, действуют около 150 франчайзинговых систем и более 1000 франчайзинговых точек. Только за период 2003—2007 количество франчайзинговых систем в стране выросло почти в 2,5 раза. Среднегодовой оборот франчайзинга вырос в более чем три раза. Увеличилось число рабочих мест, созданных именно франчайзинговыми компаниями, разнообразилась картина сектора.

## История
Казахстанский франчайзинг начинается с появлением завода «Coca-Cola», открытой по сублицензии турецкого лицензиара одноименной торговой марки. Завод был построен в 1994 году, тем самым ознаменовав начало т. н. «качественного присутствия» иностранной компании в виде открытия своего производства в стране. Таким образом, продукция знаменитого производителя напитков не стала доступна не только в форме банального импорта, но и в виде национального продукта, в создании которого участвуют местные работники компании.
В том же году появляется первый в Казахстане и Центральной Азии 5-звёздочный отель международного класса. Это гостиница «Рахат Палас», который впоследствии стал частью международной сети отелей франчайзингового бренда «Hayatt Regency».
С середины 90-х годов, многие фирменные магазины/бутики модной одежды международных производителей открывались в стране по системе франчайзинга. Например, можно отметить фирменный магазин «Adidas», появившийся в Казахстане во второй половине 90-х годов.
Элементы франчайзинга очевидно присутствовали в схеме сбыта продукции компании «Сеймар» в конце 90-х годов прошлого века. Торговые точки компании в виде ларьков и автолавок были оформлены по единому фирменному дизайну, с обязательным визуальным присутствием логотипа и торговой марки компании. Арендаторами торговых точек выступали независимые предприниматели, которые выступали как дилеры, так и франчайзи головной компании.
В декабре 1999 года открывает свои двери гостиница «Анкара», ныне франчайзи гостиничной сети InterContinental.
В 1999 году в Алма-Ате по лицензии открывается первая точка международной сети кафе-мороженое Баскин Роббинс.
В 2002 году появляется Закон Республики Казахстан от 24 июня 2002 года N 330 «О комплексной предпринимательской лицензии (франчайзинге)».
В 2007 году появляется первое издание о казахстанском франчайзинге под авторством вице президента Казахстанской ассоциации франчайзинга Кисикова Бекнура.
С 2013 года Национальный государственный фонд поддержки предпринимательства Даму начинает организацию выставки и конференции, посвящённой казахстанскому франчайзингу.

## Институты развития франчайзинга
Развитию франчайзинга в Казахстане способствуют несколько специализированных и неспециализированных институтов:
- Национальный Институт Интеллектуальной Собственности (Казапатент). Основная миссия-регулирование сектора оборота товарных знаков и регистрация франчайзинговых договоров.
- Евразийская Ассоциация Франчайзинга (EAFRAN). Основная миссия агентства — бесплатные консультации предпринимателей по вопросам франчайзинга и лицензирования.
- Казахстанская  Ассоциация Франчайзинга (Kazfranch). Основная миссия — формирование франчайзингового пространства объединение предпринимателей франчайзеров и франчайзи, мероприятия по вопросам франчайзинга и лицензирования.[4]
- Фонд Развития Малого Предпринимательства «Даму». Льготное кредитование предпринимателей на покупку франшизы.

Также ряд банков, государственных и частных организаций осуществляют косвенную поддержку франчайзинга в Казахстане.

## Законодательство
Франчайзинг регулируется специальным «Законом о комплексной предпринимательской лицензии/франчайзинг» 2002 года.
Также остается в силе Глава 45 ГК РК от 1999 года, которая также регулирует франчайзинг. Вопросам товарных знаков посвящён специальный закон о товарных знаках.

## Основные проблемы
- Отсутствие государственных льгот и преференций франчайзинговому сектору.
- Недостаточная защита интеллектуальной собственности.
- Ограниченность доступа предпринимателей к т. н. «длинным деньгам».
- Непрозрачность отечественного предпринимательства.
- Слабая информированность о франчайзинге, как о выгодной форме предпринимательских отношений.
- Гиперинфляционный рост цен на недвижимость за период 2000—2007 год в результате огромного наплыва денежной массы. Высокие цены на недвижимость делают нерентабельным открытие франчайзинговой точки, что является существенным барьером для развития франчайзинга в целом.

В стране накопилась огромная денежная масса, но отсутствуют объекты инвестирования. Неразвитость фондового рынка мешает населению использовать этот ресурс как источник инвестирования. В результате инвестиции в основном направляются в недвижимость, что провоцирует инфляцию.
В то же время предпринимательство и франчайзинг в частности, являются очень распространенными в мире объектами инвестирования. Как показывает опыт Запада, успешным предпринимателем может быть любой человек: от пенсионера до домохозяйки. И франчайзинг как менее рискованный метод ведения бизнеса идеален для неофитов бизнеса (согласно данным Торгово-Промышленной Палаты США 97 % франчайзинговых предприятий, открытых за последние 5 лет, продолжали успешно работать в дальнейшем, в то время как 62 % нефранчайзинговых предприятий закрылись за этот же период).
Но в Казахстане все ещё недостаточный уровень предпринимательской информированности, слабая вовлеченность неактивного населения в предпринимательскую активность. Доля занятого населения в предпринимательстве по сравнению с мировой статистикой очень невысока («самозанятое население» не относятся к официальному предпринимательству). Это говорит о необходимости совершенствования инфраструктуры поддержки начального предпринимательства.
На рынке Казахстана превалирует доля иностранных франшиз. Но за последнее время сформировались ряд отечественных компаний, которые активно развиваются через систему франчайзинга. Несомненно, большую роль в развитии франчайзинга будет играть соседство с Китаем, с которым очень трудно конкурировать в себестоимости продукции. И только предприятия с оригинальными и неповторимыми товарами и услугами могут быть конкурентоспособными в таких условиях.

## Особенности сектора
Если рассматривать типы франчайзинга в Казахстане, то в стране наиболее представлен дистрибьютивный/торговый франчайзинг, в то время как в западных странах доля делового формата традиционно выше доли торгового.
Ещё одна особенность рынка франчайзинга в Казахстане — сублицензионность. Международные франчайзеры не торопятся работать в Казахстане напрямую. Очень мало прямых классических отношений: франчайзер- франчайзи. Международные франчайзеры предпочитают работать в Казахстане через свои российские или турецкие мастер-франчайзи (субфранчайзеры), казахстанские компании в свою очередь выступают в качестве субфранчайзи (сублицензиаты). Причин такого положения в секторе очень много. Возможно единая языковая ментальность местных потребителей с российскими (иностранная франшиза не требует адаптации), недостаточная плотность населения и рынка сбыта, неактивность местных предпринимателей на международном рынке франчайзинга и т. д.
Можно отметить ещё одну особенность рынка франчайзинга в стране. Очень мало случаев внутристрановой миграции франчайзинга. Нет связки между крупным бизнесом и малым предпринимательством. Крупные компании предпочитают филиальную форму регионального развития, но не франчайзинговую систему.
В мире очень распространен как корпоративный, так и государственный франчайзинг. Крупные государственные или частные компании передают через систему франчайзинга технологии и методы ведения бизнеса малым и средним предпринимателям — франчайзи. Но в Казахстане пока очень мало примеров взаимодействия крупных компаний и субъектов малого предпринимательства.

## Вступление в Таможенный Союз
Согласно данным экспертов, со вступлением Казахстана в Таможенный союз на рынке усилится роль российских франчайзинговых операторов. В частности, количество российских по происхождению франчайзинговых сетей в Казахстане в ближайшее время может увеличиться на 100 %.

## Государственная поддержка Франчайзинга в Казахстане
Согласно данным книги Кисикова Бекнура (второе издание), поддержку франчайзинга в Казахстане на уровне государства осуществляется государственным фондом развития предпринимательства Даму. В рамках программ «Даму» осуществляется как консультативная, так и финансовая поддержка казахстанским франчайзинговым предприятиям.

## Мероприятия по франчайзингу
В декабре 2013 и октябре-2014 года в Казахстане прошли выставка и конференция по франчайзингу Kazfranch.
Выставка прошла под эгидой фонда Даму и Евразийской Ассоциации Франчайзинга

15 сентября 2022 года в городе Алматы прошла крупнейшая среднеазиатская франчайзинговая выставка "Franch РЕГИОН". Участниками выставки стали более 10 крупных компаний, которые хотят расширить свой бизнес по франшизе в Казахстане. Мероприятие прошло при поддержки Казахстанской ассоциации франчайзинга.